# 戴维·鲍克
戴维·鲍克（英語：David Bowker，1922年3月15日—2020年3月18日），英国男子帆船运动员。他曾代表英国参加1956年夏季奥林匹克运动会帆船比赛，联同罗伯特·佩里、约翰·狄龙和尼尔·肯尼迪-科克伦-帕特里克获得一枚银牌。